# Węgierka (wieś)
Węgierka – wieś w Polsce położona w województwie podkarpackim, w powiecie jarosławskim, w gminie Roźwienica. Leży na Pogórzu Dynowskim, nad potokiem Węgierka dopływem Mleczki, ok. 19 km na południowy wschód od Jarosławia.
W latach 1975–1998 miejscowość położona była w województwie przemyskim.

## Części wsi
| SIMC    | Nazwa           | Rodzaj      |
| ------- | --------------- | ----------- |
| 0610750 | Borowiec        | osada leśna |
| 0610684 | Browar          | część wsi   |
| 0610690 | Dół             | część wsi   |
| 0610709 | Góra            | część wsi   |
| 0610715 | Łazy Węgierskie | część wsi   |
| 0610721 | Osteria         | część wsi   |
| 0610744 | Śmidowa         | część wsi   |

## Historia
Pierwsze pisane wzmianki o Węgierce pochodzą z połowy XIV w. W północnej części wsi, przy trakcie z Jarosławia do Pruchnika zbudowano w połowie XV w. dwór obronny, w końcu XV w. przebudowany na nowoczesną fortecę bastejową. Pod koniec XVIII w. zamek spłonął i nie został już odbudowany. Zamek zbudowany był na planie kwadratu o wymiarach 40x40 m. Miał dwie basteje: od strony płn.-zach. (zachowana) i płd.-zach. Posiadał dwa skrzydła mieszkalne: zachodnie i południowe, z pozostałych stron były mury kurtynowe. Według tablicy informacyjnej przy obiekcie od 1 stycznia 2007 zamek znajduje się w granicach administracyjnych miasta Pruchnik. Według legend zamek miał się rozpaść z powodu niedbałości murarzy, swoją fuszerkę mają oni odpokutowywać, wykonując nocą w baszcie prace kamieniarskie.
Wieś położona w powiecie przemyskim, była własnością Stanisława Gorajskiego, została spustoszona w czasie najazdu tatarskiego w 1672 roku.
Wieś jest siedzibą rzymskokatolickiej parafii pw. Narodzenia św. Jana Chrzciciela należącej do dekanatu Pruchnik. Pośrodku wsi znajduje się kaplica (dawna cerkiew greckokatolicka) z 1890 oraz kościół parafialny zbudowany w latach 1984–1986. Na południowym krańcu wsi jest odkrywka skalna i wapiennik.
Na płd-wsch. krańcu wsi, nad doliną potoku Borycz znajdują się dobrze zachowane elementy grodziska wczesnośredniowiecznego (administracyjnie jest to teren wsi Tuligłowy).

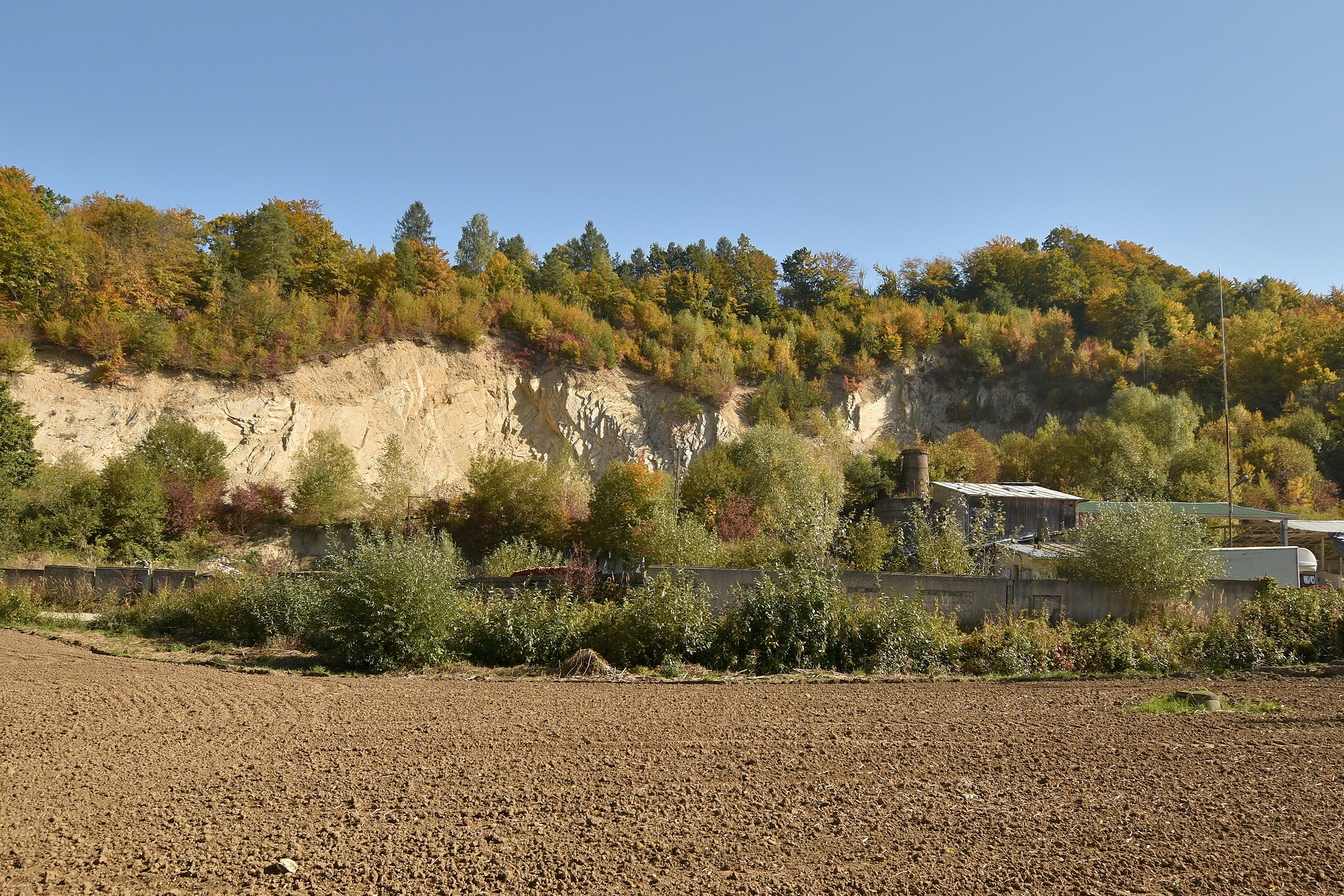
Kopalnia margla
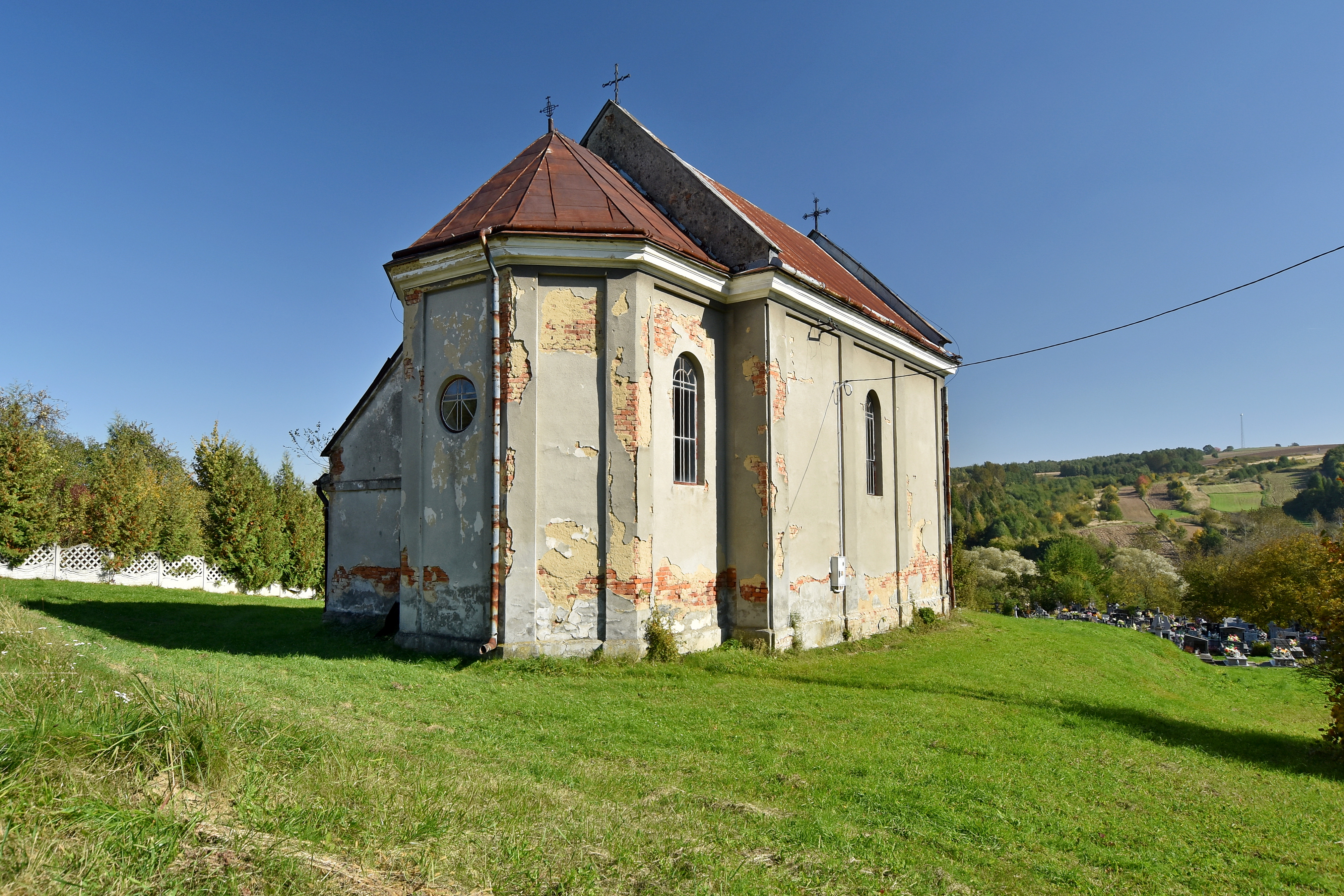
Zabytkowa cerkiew

## Transport
- Droga wojewódzka nr 880: Jarosław – Węgierka
- Droga wojewódzka nr 881: Sokołów Małopolski – Łańcut – Kańczuga – Pruchnik – Żurawica